# Ureterozele
Eine Ureterozele, englisch ureterocele,  ist eine kugelförmige Erweiterung eines Teils des Ureters in der Harnblase während oder nach Durchtritt durch die Blasenwand.
Man unterscheidet orthotope (intravesikale) und ektope (kaudal dystope) Ureterozelen je nach Bezug zum Ostium.
Eine Ureterozele ist häufig mit einer Harnleiterstenose oder einem vesikorenalen Reflux vergesellschaftet, kann aber auch symptomlos bleiben.

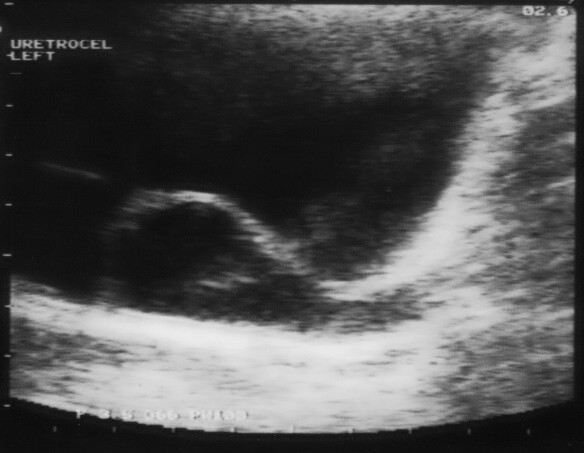
Ureterozele

Grundsätzlich ist der Teil des Ureters, der in der Harnblasenwand verläuft, betroffen. Ureterozelen können sehr groß werden und unter Umständen die gesamte Blase ausfüllen und somit eventuell einer sonographischen Erfassung entgehen. Kommt es durch solche großen Ureterozelen zur Kompression des gegenüberliegenden Harnleiters, kann es zu einem beidseitigen Harnaufstau evtl. mit nachfolgendem Nierenversagen führen.
In den meisten Fällen einer Ureterozele liegt eine Doppelanlage einer Niere vor, wobei der Abfluss aus dem oberen (kranialen) Hohlsystem kaudal dystop und aus dem unteren (kaudalen) System orthotop mündet (Weigert-Meyer Regel). Etwa in 10 % besteht bei orthotoper Ureterozele eine normale Anlage des Hohlsystemes, auch aufgrund regelmäßig ausbleibender oder spät auftretender Symptome adulte Ureterozele. genannt.
Die Ureterozele weist oft nur eine sehr kleine Öffnung in die Harnblase auf und wölbt sich je nach Füllungszustand in die Blase vor. Diese Stenose verursacht eine Harnabflussstörung im dazugehörigen Hohlsystem, der Ureter kann in seinem gesamten Verlauf bis in die Niere geschlängelt verlaufen und sackförmig erweitert sein. Drucksteigerungen im Nierenhohlsystem schädigen die Nierenfunktion, Abflussstörungen der Harnorgane sind oft Ursache einer sekundären oder chronischen Infektion.

## Diagnose

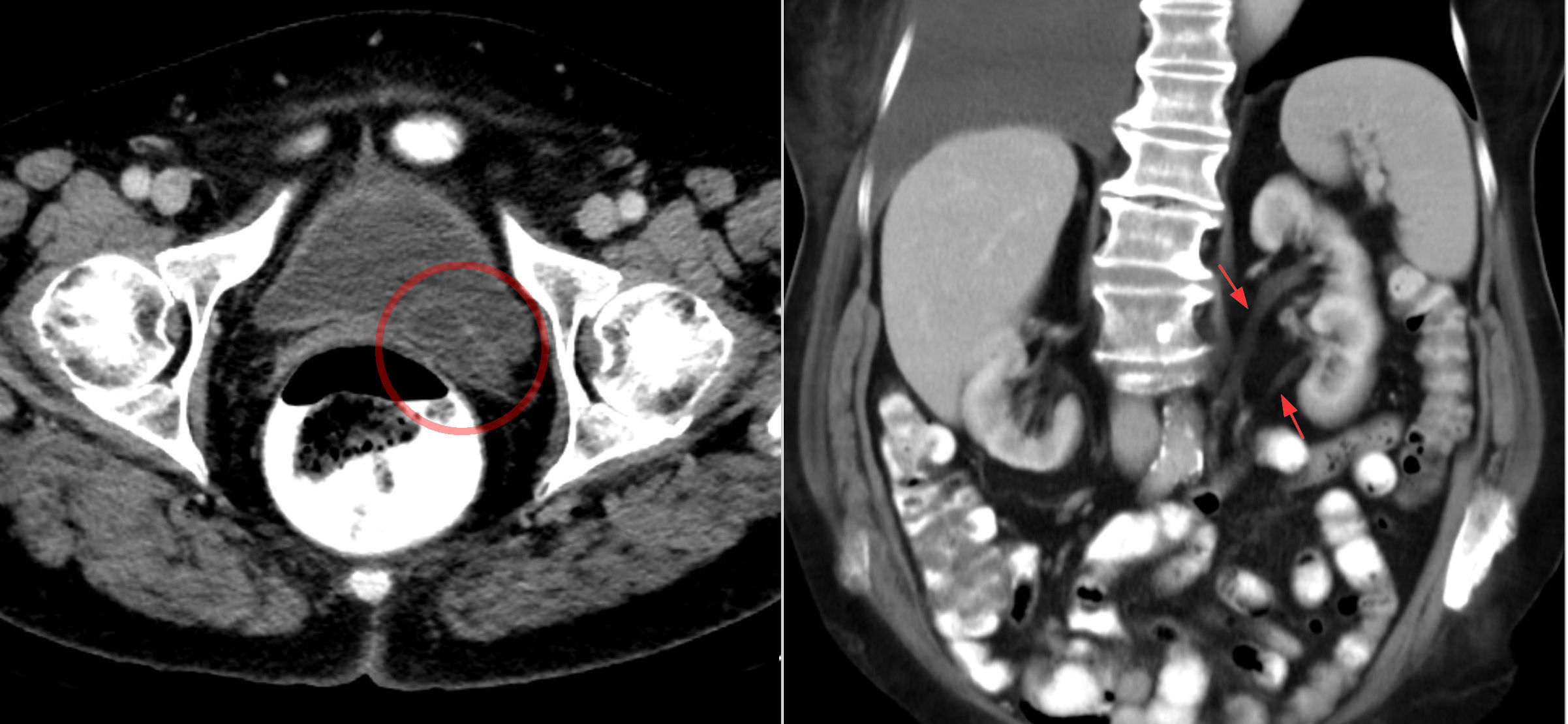
Ureterozele links in der Computertomographie mit Darstellung der Doppelniere auf der gleichen Seite.

Evtl. finden sich im Harnbefund Zeichen einer chronischen Infektion, jedoch ist das unspezifisch.
Früher wurde die Diagnose im Ausscheidungsurogramm oder Miktionscystoureterogramm durch den Nachweis einer charakteristischen Aussparung im Blasenschatten und einer Erweiterung des dazugehörigen Hohlsystemes („Schlangenkopfzeichen“) gestellt. Heute beruht die Diagnose auf der Sonographie der ableitenden Harnwege mit den Leitkriterien
- randständige Zyste am Blasenbloden
- erweiterter zuführender Ureter
- Doppelanlage des Hohlsystemes einer Niere

## Therapie
Zur Behandlung stehen verschiedene Verfahren zur Wahl:
- endoskopische Schlitzung der Ureterozele, Verfahren der ersten Wahl.
- Neueinpflanzung des Ureters mit einer Antireflux-Plastik in die Blasenwand.
- Herstellung einer Verbindung zwischen beiden Anteilen des gedoppelten Nierenbeckens mit Teilabtragung des dann funktionslosen zweiten Ureters.
- Bei weitgehendem Funktionsverlust des dazugehörigen Nierenanteiles kann dieser entfernt werden mit Teilentfernung des dazugehörigen Harnleiters.